# Acacia teniana
Acacia teniana é uma espécie de leguminosa do gênero Acacia, pertencente à família Fabaceae.